# Колір магії
«Колір магії» (англ. The Colour of Magic) — роман у жанрі гумористичного фентезі відомого англійського письменника-фантаста Террі Пратчетта. Ця книга відкриває для читачів Дискосвіт і знайомить з одним із видатних діячів Диску — Ринсвіндом. Колір магії — це октарин, восьмий колір веселки Дискосвіту. Бачать октарин тільки чарівники, і його наявність свідчить про те, що поблизу десь є магія.
Ця книга є першою в циклі про Дискосвіт і першою в підциклі про Ринсвінда. Концепція світу в цій книзі дещо відрізняється від того, що можна побачити в пізніших роботах автора. Книга містить велику кількість алюзій та пародій як на фентезі загалом, так і на певних авторів, таких як Дж. Р. Р. Толкін, Г. Ф. Лавкрафт, Енн Маккефрі та Фріц Лайбер.

## Сюжет
Двоцвіт, житель Агатійської Імперії та перший турист Дискосвіту, прибуває в найбільше місто Диску — Анк-Морпорк, щоб ознайомитися з місцевим колоритом і на власні очі побачити, як живуть варвари у великих містах. З собою він привіз такі диковинки як окуляри, іконограф (прилад, який робить малюнки) і, звичайно, Скриню. Скриня Двоцвіта зроблена з дерева груші розумної, і тому пересувається на власних ногах, виказує зачатки інтелекту і має певно необмежений об'єм внутрішнього власного вмісту. В таверні турист знайомиться з Ринсвіндом — чарівником-недоучкою, який непогано знається на іноземних мовах, і наймає його гідом.
Спочатку вони спричиняють пожежу в Анк-Морпорку, потім потрапляють в храм злого бога Бель-Шамгарота, з якого  ледве вибираються живими. Після довгої подорожі герої потрапляють до перевернутої гори, жителі якої літають на уявних драконах, і на деякий час самі стають такими вершниками. Потрапляють в полон. Ледве не падають за Край. В кінці своїх пригод потрапляють в рабство в країні Круль. В статусі рабів їх хочуть принести в жертву для того, щоб запланований спуск космічного корабля за Край Диску пройшов вдало, але Ринсвінд і Двоцвіт самі викрадають космічний корабель і рятуються на ньому, опинившись за межею Диску.

## Персонажі
- Ринсвінд — чарівник-недоук, знавець іноземних мов, певно, має найліпшу вдачу серед всіх живих.
- Двоцвіт — перший турист Дискосвіту.
- Гран-варвар — легендарний варвар.
- Скриня (Багаж) — скриня, зроблена з груші розумної. Належить Двоцвітові.

## Екранізація
У Лондоні в березні 2008 року відбулась прем'єра екранізації цієї та наступної («Химерне сяйво») книги. В телефільмі «Колір магії», створеному британською компанією Sky One, знялися такі актори як Шон Астін (Двоцвіт), Крістофер Лі (голос Смерті), Тім Каррі (Траймон), Джеремі Айронс (Патріцій), Террі Пратчетт (астрозоолог).

## Український переклад
Террі Пратчетт. Колір магії / переклад з англійської Юлії Прокопець. — Львів: Видавництво Старого Лева, 2017. — 400 с. — ISBN 978-617-679-453-0.
(самвидав) Террі Пратчетт. Барва чарів (підцикл «Ринсвінд») / переклад з англійської Шлякбитраф. — Київ: Гуртом, 2017. — 185 с.. ISBN відсутнє (ebook: pdf, fb2)